# Namaqua-Strandgräber
Der Namaqua-Strandgräber (Bathyergus janetta) ist eine Nagetierart aus der Familie der Sandgräber (Bathyergidae) und der darin enthaltenen Gattung der Strandgräber (Bathyergus), die aus zwei Arten besteht. Wie andere Arten der Familie ist er an eine unterirdische und grabende Lebensweise angepasst. Die Art kommt im südlichen Afrika in einem Gebiet vom Süden Namibias bis in das westliche Südafrika vor.

## Merkmale
Der Namaqua-Strandgräber erreicht eine Kopf-Rumpf-Länge von 17,0 bis 23,5 Zentimetern bei den Männchen und 13,1 bis 18,1 Zentimetern bei den Weibchen. Das Gewicht beträgt 108 bis 255 Gramm bei den Männchen und 87 bis 272 Gramm bei den Weibchen. Der Schwanz ist mit etwa 17 bis 24 Millimetern Länge für einen Sandgräber vergleichsweise lang. Die Art ist damit etwas kleiner als der Kap-Strandgräber (Bathyergus suillus). Das Rückenfell ist grau bis silbergrau mit einem schwarzen Streifen vom Kopf bis zum Rumpfende. Die Bauchseite ist heller silbergrau. Der Schwanz ist buschig behaart. Im Bereich der Augen und der Ohren besitzt der Namaqua-Strandgräber nur wenige, einzeln stehende Haare. Die Füße sind rosafarben und mit kurzen Borsten bestanden. Der Chromosomensatz besteht aus 2n = 54 (FN=104) Chromosomen.

## Verbreitung
Der Namaqua-Strandgräber kommt im südlichen Afrika im Bereich des Namaqualandes in einem Gebiet vom Süden Namibias bis in das westliche Südafrika in der Provinz Nordkap vor.

## Lebensweise
Die Lebensräume befinden sich typischerweise in sandigen und trockenen Sandgebieten und Dünen im Küstenbereich. Wie andere Sandgräber lebt auch diese Art weitgehend unterirdisch. Die Tiere legen mit Hilfe ihrer Klauen und Schneidezähne Baue mit Gesamtlängen von etwa 70 bis 165 Metern in einer Fläche von 430 bis 1200 m2 an. Die maximale Grabaktivität findet während der Regenzeiten statt. Namaqua-Strandgräber leben einzeln und sind territorial, dabei können die Individuen auch mehrere Gangsysteme besiedeln. Der Aushub formt im Grabungsgebiet Maulwurfshügeln ähnliche Erdpyramiden. Die Tiere ernähren sich herbivor, wobei die Nahrung vor allem aus überdauernden Geophyten und unterirdischen Knollen besteht, und trinken kein stehendes Wasser. Die Fortpflanzungszeit erfolgt in der Regenperiode von Juli bis September. Die Weibchen bekommen ein bis sieben Junge nach einer Tragzeit von mindestens 52 Tagen.

## Systematik
Der Namaqua-Strandgräber  wird als eigenständige Art innerhalb der Gattung Strandgräber (Bathyergus) eingeordnet, die aus zwei Arten besteht. Die wissenschaftliche Erstbeschreibung stammt von Oldfield Thomas und Harold Schwann aus dem Jahr 1904 unter dem heute noch gültigen Namen Bathyergus janetta. Sie erfolgte anhand eines weiblichen Individuums aus der Region um Port Nolloth in Südafrika, das dem British Museum von Charles Dunell Rudd und C.H.B. Grant zur Verfügung gestellt wurde. Zeitweise wurde die Art dem Kap-Strandgräber (Bathyergus suillus) als Unterart zugeordnet, sie wurde jedoch aufgrund genetischer Unterschiede als eigenständige Art etabliert.
Innerhalb der Art werden neben der Nominatform keine weiteren Unterarten unterschieden.

## Status, Bedrohung und Schutz
Der Namaqua-Strandgräber wird von der International Union for Conservation of Nature and Natural Resources (IUCN) als „nicht gefährdet“ (least concern) eingestuft, obwohl das Verbreitungsgebiet weniger als 20.000 km2 umfasst. Begründet wird dies damit, dass er nur in Gebieten vorkommt, die in der Regel von Menschen nicht erreichbar und dazu streng geschützt sind. Eine potenzielle Bestandsgefahr geht von der Ausweitung von Diamantminen im Küstenbereich aus.

## Belege
1. 1 2 3 4 5 6 7 8  R. L. Honeycutt: Namaqua Dune Mole-rat – Bathyergus janetta. In: Don E. Wilson, T.E. Lacher, Jr., Russell A. Mittermeier (Herausgeber): Handbook of the Mammals of the World: Lagomorphs and Rodents 1. (HMW, Band 6), Lynx Edicions, Barcelona 2016; S. 367. ISBN 978-84-941892-3-4.
2. ↑   NAMAQUA DUNE MOLE RAT, Gondwana Collection Namibia (Pty) Ltd
3. 1 2  Bathyergus janetta in der Roten Liste gefährdeter Arten der IUCN 2017.2. Eingestellt von: S. Maree, 2008. Abgerufen am 20. Oktober 2017.
4. ↑   NAMAQUA DUNE MOLE RAT, Gondwana Collection Namibia (Pty) Ltd
5. ↑  Oldfield Thomas, Harold Schwann: On a Collection of Mammals from British Namaqualand presented to the National Museum by Mr. C. D. Rudd. Proceedings of the Zoological Society of London, 1904; S. 171–183. (Digitalisat).
6. 1 2 3  Bathyergus janetta. In: Don E. Wilson, DeeAnn M. Reeder (Hrsg.): Mammal Species of the World. A taxonomic and geographic Reference. 2 Bände. 3. Auflage. Johns Hopkins University Press, Baltimore MD 2005, ISBN 0-8018-8221-4.